# Hollywood Rose
Hollywood Rose foi uma banda norte-americana de hard rock, formada em Los Angeles, Califórnia, em 1983. É mais conhecida como o grupo precursor do que viria a se tornar o Guns N' Roses. O grupo foi fundado por Axl Rose, Izzy Stradlin e Chris Weber, enquanto Rick Mars, Johnny Kreis, Steve Darrow e Andre Troxx deram suporte à banda durante os shows. Rose, Stradlin e Weber, juntamente com Kreis, gravaram uma demo de cinco músicas em 1984. No entanto, após uma série de mudanças na formação, incluindo Weber e Kreis sendo substituídos por Slash e Steven Adler (ambos então do Road Crew), respectivamente, bem como a partida de Stradlin, o grupo se desfez no mesmo ano.
O grupo se reuniu rapidamente em 1985 com Rose, Stradlin, Weber e Darrow retornando e agora com a entrada do ex-baterista do L.A. Guns Rob Gardner para o grupo. O fundador do L.A. Guns Tracii Guns eventualmente substituiu Weber. Eles mudaram o nome para Guns N 'Roses (que é a junção dos nomes de L.A Guns e Hollywood Rose) com o baixista do L.A. Guns Ole Beich substituindo Darrow. Eventualmente Guns, Gardner e Beich foram substituídos pelos ex-membros do Hollywood Rose Slash, Adler e por Duff McKagan da banda Road Crew, com essa formação se tornando conhecida como a "formação clássica" do Guns N 'Roses.
A demo de cinco músicas, gravada em 1984, foi lançada em 2004 com o título The Roots of Guns N' Roses. Um certo número de materiais do Hollywood Rose foram incluídos nos álbuns Live ?!*@ Like a Suicide (1986), Appetite for Destruction (1987), Live from the Jungle (1987) e G N' R Lies (1988) lançado pelo Guns N' Roses.

## História

### Formação (1983)
Antes de formar o grupo, o guitarrista Chris Weber foi apresentado ao nativo de Lafayette Izzy Stradlin, no estacionamento do Rainbow Bar and Grill pelo amigo Tracii Guns, que conduzia a primeira encarnação do L.A. Guns na época, depois Weber manifestou interesse em formar uma banda. Logo depois, Weber e Stradlin começaram a escrever material e, por sugestão de Stradlin, recrutou seu amigo de infância, ex-Rapidfire e L.A. Guns, o vocalista Axl Rose, conhecido então como Bill Rose. Por sugestão de Rose, o grupo chamou-se AXL, com Rose adotando Axl como seu primeiro nome. Eles fizeram seu primeiro show no The Orphanage em North Hollywood e fez mais algumas apresentações antes de mudar o nome para Rose. O grupo logo mudou o seu nome, pela última vez, para Hollywood Rose quando Weber descobriu que o nome Rose já estava sendo usado por uma banda de Nova York.
Durante os shows do grupo, eles foram ajudados pelos baixistas Rick Mars, Andre Troxx e Steve Darrow juntamente com o baterista Johnny Kreis que continuou a ser o único membro consistente do grupo, fora Rose, Stradlin e Weber.

### Mudanças de formação e Guns N 'Roses (1984–1985)
Depois de pedir dinheiro emprestado do pai de Weber, o grupo gravou uma demo de cinco músicas em Hollywood em 1984. Depois de uma série de shows, Rose demitiu Weber da banda com o ex-guitarrista do Road Crew Slash substituindo-o. Descontente com a demissão de Weber, Stradlin deixou o grupo quando Slash veio pela primeira vez ensaiar, indo se juntar ao London. O companheiro de Slash na banda Road Crew, Steven Adler, também substituiu o baterista Kreis durante este tempo. O grupo continuou a fazer mais shows antes de se dissolver, fazendo seu último show no The Troubadour, em 1984. Rose continuou à frente do L.A. Guns enquanto que Slash fazia um teste para o Poison por sugestão do ex-guitarrista Matt Smith.
O grupo se reuniu, rapidamente, com Rose, Stradlin, Weber e Darrow retornando, tendo agora como membro fixo o ex-baterista do L.A. Guns Rob Gardner. Weber, que deixou banda, foi embora para Nova York, foi logo substituído por Tracii Guns. O grupo mudou seu nome para Guns N' Roses (que é a junção dos nomes de L.A. Guns e Hollywood Rose) com a formação consistindo em Axl Rose, Tracii Guns, Izzy Stradlin, Ole Beich. (também ex do L.A. Guns) e Rob Gardner. Beich foi substituído por Duff McKagan (ex-Fastbacks, The Fartz, 10 Minute Warning e Road Crew) enquanto que Guns deixou o grupo (depois de uma briga com Rose), sendo substituído por Slash. Depois de um tempo, Gardner deixou o grupo e foi substituído por Steven Adler com essa formação se tornando conhecida como a "formação clássica" do Guns N' Roses.
Um certo número de material do grupo foi incluído em uma série de lançamentos do Guns N 'Roses, tal como "Anything Goes" (de Appetite for Destruction), "Reckless Life" e "Move to the City" (ambos de Live ?!*@ Like a Suicide e G N' R Lies), bem como "Shadow of Your Love" (de Live from the Jungle). Em 1998, o ex-guitarrista Weber processou Axl Rose, alegando que ele co-escreveu duas músicas em que ele não foi creditado, sendo elas:  "Shadow of Your Love" e "Back Off Bitch" (do Use Your Illusion I).

### The Roots of Guns N' Roses (2004)
Em 2004, Weber, que tinha desde que deixou o grupo U.P.O., vendeu a demo cinco músicas que o grupo gravou em 1984 para Cleopatra Records. Eles lançaram o álbum, que incluia, junto com as gravações originais, remixes do ex-guitarrista do Guns N' Roses Gilby Clarke (que contou com a adição de overdubs de guitarra de Tracii Guns) e do ex-baterista dos grupos London e Cinderella Fred Coury (que substituiu algumas vezes durante os shows o baterista Steven Adler enquanto estava no Guns N' Roses) em 22 de junho com o título The Roots of Guns N 'Roses. A edição japonesa do álbum incluiu um DVD com imagens do grupo.
No início do ano, em 21 de junho, o ex-vocalista Axl Rose tinha procurado uma liminar contra o lançamento do álbum, processando a Cleopatra Records por infração de marca registrada, violação dos direitos em seu nome e imagem, e de concorrência desleal. Os ex-membros Slash e Duff McKagan também foram nomeados como autores com Rose. No entanto, em 6 de julho, o Juiz Gary A. Fees do Tribunal Distrital dos Estados Unidos negado a moção de Rose e seus ex-companheiros de Guns N' Roses em relação ao pedido da liminar contra a gravadora independente. Weber também, durante este tempo, foi entrevistado pelo programa "Behind the Music" do canal VH1 onde falava do início do Guns N' Roses.

## Discografia
- The Roots of Guns N' Roses (2004)

## Membros
- Axl Rose - vocal (1983-1984, 1985)
- Izzy Stradlin - guitarra rítmica (1983-1984, 1985)
- Chris Weber - guitarra solo (1983-1984, 1985)
- Johnny Kreis - bateria (1983-1984)
- Rick Mars - baixo (1983)
- Andre Troxx - baixo (1983)
- Steve Darrow - baixo (1983-1984, 1985)
- Slash - guitarra solo (1984)
- Steven Adler - bateria (1984)
- Rob Gardner - bateria (1985)
- Tracii Guns - guitarra solo (1985)